# Фрей (футбольний клуб)
ІК «Фрей» (швед. Idrottsklubben Frej) — шведський футбольний клуб представляє місцевість Тебю-Чиркбю з комуни Тебю. 

## Історія
Заснований 5 лютого 1968 року. 
Виступає в Супереттан (2-й лізі Швеції). 

## Сезони в чемпіонаті Швеції
| Сезон | Рівень | Ліга       | Підгрупа            | Місце | Примітки                           |
| ----- | ------ | ---------- | ------------------- | ----- | ---------------------------------- |
| 1995  | 5      | Дивізіон 4 | Північний Стокгольм | 6     |                                    |
| 1996  | 5      | Дивізіон 4 | Північний Стокгольм | 3     |                                    |
| 1997  | 5      | Дивізіон 4 | Північний Стокгольм | 3     |                                    |
| 1998  | 5      | Дивізіон 4 | Північний Стокгольм | 8     |                                    |
| 1999  | 5      | Дивізіон 4 | Північний Стокгольм | 9     |                                    |
| 2000  | 5      | Дивізіон 4 | Північний Стокгольм | 6     |                                    |
| 2001  | 5      | Дивізіон 4 | Північний Стокгольм | 1     | Підвищився                         |
| 2002  | 4      | Дивізіон 3 | Північний Свеаланд  | 7     |                                    |
| 2003  | 4      | Дивізіон 3 | Північний Свеаланд  | 9     | Плей-оф на вибування               |
| 2004  | 4      | Дивізіон 3 | Північний Свеаланд  | 1     | Підвищився                         |
| 2005  | 3      | Дивізіон 2 | Східний Свеаланд    | 12    | Вибув                              |
| 2006  | 5      | Дивізіон 3 | Північний Свеаланд  | 1     | Підвищився                         |
| 2007  | 4      | Дивізіон 2 | Північний Свеаланд  | 4     |                                    |
| 2008  | 4      | Дивізіон 2 | Північний Свеаланд  | 7     |                                    |
| 2009  | 4      | Дивізіон 2 | Північний Свеаланд  | 3     |                                    |
| 2010  | 4      | Дивізіон 2 | Північний Свеаланд  | 1     | Підвищився                         |
| 2011  | 3      | Дивізіон 1 | Північ              | 8     |                                    |
| 2012  | 3      | Дивізіон 1 | Північ              | 5     |                                    |
| 2013  | 3      | Дивізіон 1 | Північ              | 8     |                                    |
| 2014  | 3      | Дивізіон 1 | Північ              | 2     | Плей-оф на підвищення – Підвищився |
| 2015  | 2      | Супереттан |                     | 14    | Плей-оф на вибування               |
| 2016  | 2      | Супереттан |                     | 10    |                                    |
| 2017  | 2      | Супереттан |                     | 14    | Плей-оф на вибування               |
| 2018  | 2      | Супереттан |                     | 9     |                                    |
| 2019  | 2      | Супереттан |                     | 14    | Плей-оф на вибування — Вибув       |
| 2020  | 3      | Еттан      | Північ              | 9     | Вибув                              |
| 2021  | 6      | Дивізіон 4 | Північний Стокгольм | 2     |                                    |